# Donald Ringe
Donald „Don” Ringe (ur. 1954) – amerykański profesor językoznawstwa. Jego badania naukowe koncentrują się wokół lingwistyki historycznej, indoeuropeistyki i morfologii.
Kształcił się na Uniwersytecie Kentucky i Uniwersytecie Oksfordzkim. Doktorat uzyskał w 1984 r. na Uniwersytecie Yale. Objął stanowisko profesora na Uniwersytecie Pensylwańskim.

## Książki
- On the Chronology of Sound Changes in Tocharian. Volume 1: From Proto-Indo-European to Proto-Tocharian. New Haven: American Oriental Society, 1996.
- A History of English, t. 1: From Proto-Indo-European to Proto-Germanic. wyd. 2. Oxford: Oxford University Press, 2017 (wyd. 1. 2006).
- (współautorstwo) A Linguistic History of English, t. 2: The Development of Old English. Oxford: Oxford University Press, 2014. ISBN 978-0199207848.